# Laurentius Petri Nericius
Laurentius Petri Nericius (latinisering av svenskspråkiga Lars Petersson från Närke), född 1499 i Örebro, död 26 oktober 1573 i Uppsala, var en svensk präst som blev Sveriges förste evangelisk-lutherske ärkebiskop 1531–1573. Han är även känd som Laurentius Petri den äldre till skillnad från mågen Laurentius Petri Gothus. 
Han valdes till ärkebiskop av Uppsala stift i augusti 1531 och vigdes av den katolske biskopen i Västerås stift, Peder Månsson (Petrus Magni), varefter Svenska kyrkan hävdar apostolisk succession.

## Biografi

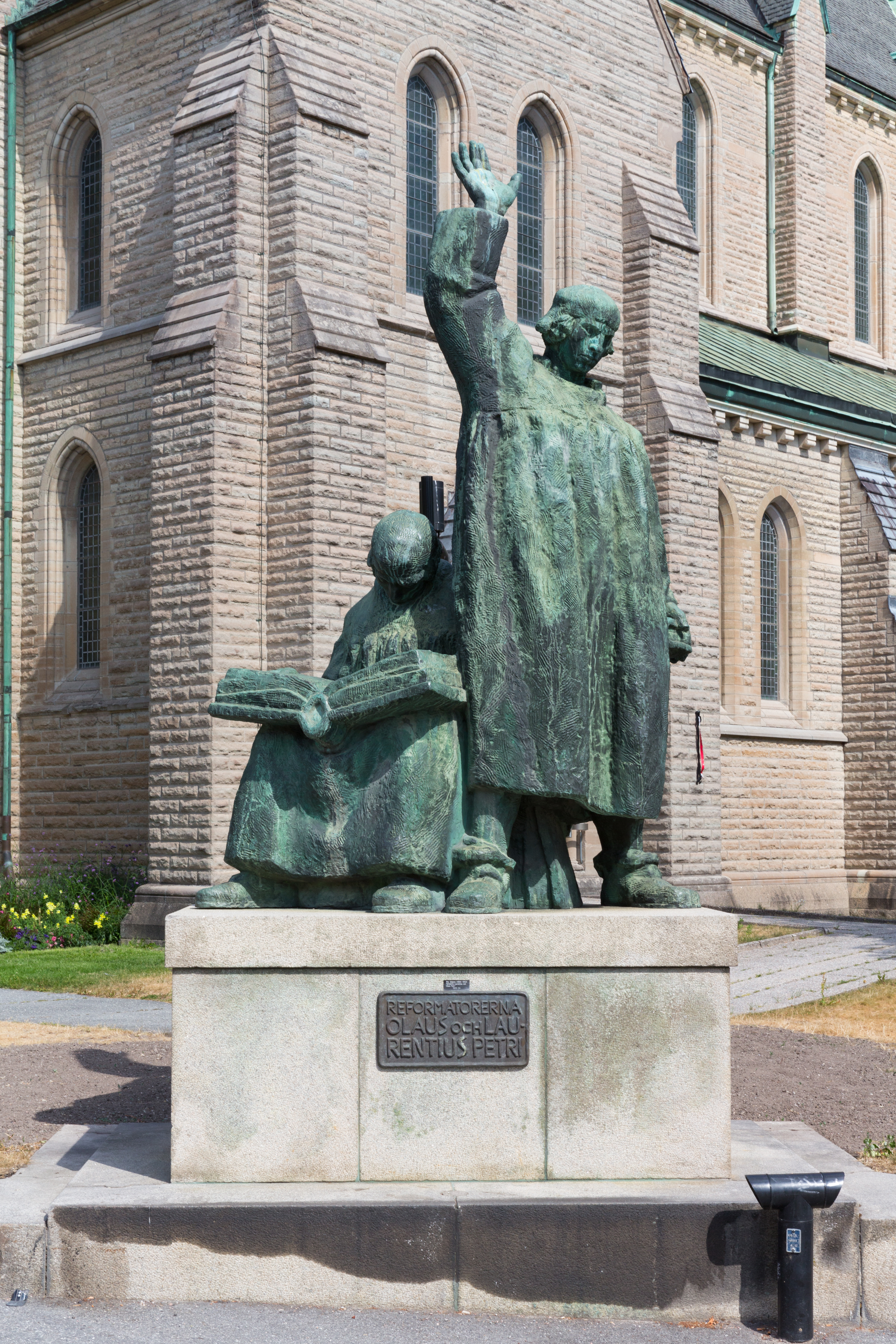
Staty av bröderna Olaus och Laurentius Petri utanför Olaus Petri kyrka i Örebro

Laurentius Petri var bror till den svenske reformatorn Olaus Petri, och son till smeden Peter Olofsson och Kristina Larsdotter. Genom att Petrus Magni vigde Laurentius Petri till biskop kom de svenska biskoparna att inneha en obruten apostolisk succession, något som dock bestrids av den romersk-katolska kyrkan (senast förmodligen – om än ej uttryckligen – i dokumentet Dominus Iesus från år 2000). 
Laurentius Petris ungdom är höljd i dunkel. Första gången hans namn med säkerhet omnämns är 1527, då han på Gustav Vasas bekostnad sändes att studera vid tyska universitet, bland annat Wittenbergs universitet, men troligen hade han redan tidigare studerat där.
Efter sin hemkomst blev han först skolmästare i Uppsala. Han valdes så på kyrkomötet i Stockholm 1531, sannolikt under påtryckningar från Gustav Vasa, till ärkebiskop av Uppsala stift och därmed för Sveriges dåvarande kyrkoprovins. Laurentius Petri var mer försiktig än sin bror och vek undan för kungens krav då dessa blev för stora. Under de första åren kom hans tid främst att upptas av den nya bibelöversättningen, som utkom 1541.
Sitt första större inlägg i den kyrkliga frågorna gjorde han i sin 1533 skrivna Förklaring på Västerås recess och på ordinantan, där han utvecklade sitt kyrkopolitiska och kyrkoorganisatoriska program i motsats till kungens sätt att tillämpa recessen. Redan genom en så kallad förening 1533 begränsade Gustav Vasa ärkebiskopens befogenheten, och den beskars ytterligare under den tyska perioden, då kungens kroniska misstro och strävan efter att upplösa biskopsinstitutionen satte Laurentius Petris undfallenhet och seghet på prov.
Bland annat tvingades han själv som bisittare underteckna dödsdomen mot sin egen bror och Laurentius Andreæ 1540. Under mer än ett decennium fick Laurentius Petri finna sig i att vara skjuten åt sidan, sedan kyrkans främsta ledning 1539 överlämnats åt Georg Norman som superattendent. I tysthet verkade han för en återgång till den nationellt kyrkliga organisationen, utförde den betydelsefulla revisionen av de kyrkliga böckerna (handboken och mässboken) och fortsatte det arbete på en kyrkoordning som han under sin första ämbetstid påbörjat.
Georg Normans bortgång 1553 ställde Laurentius Petri på nytt i den kyrkliga ledningens medelpunkt. Han utvecklade under denna tid en omfattande litterär verksamhet, som under 20 år dominerade det svenska boktryckeriet, oaktat flera av hans skrifter trycktes först efter hans död. Flera av dem är ännu outgivna. Bland annat utgav han 1555 en omfattande postilla och 1557 Sveriges första nykterhetsskrift: Emoot dryckenskap. Hans förhållande till kungen var nu någorlunda gott, även om konflikter förekom. En sådan var Gustav Vasas giftermål 1552 med sin avlidna hustrus systerdotter, Katarina Stenbock, vilket Laurentius Petri motsatte sig som ingånget inom förbjudna led. Den Svenska krönika som Laurentius Petri fullbordade 1559 vann dock kungens godkännande. Han anlitades även av kungen för diplomatiska uppdrag, bland annat som ledare av en fredsbeskickning till Ryssland 1557.
Under Erik XIVs regering ökade Laurentius Petris frihet. Det kyrkoordningsförslag, som han av Gustav Vasa hindrats att lägga fram, kunde nu framläggas för riksdagen i Stockholm 1562, och även om kungen inte stadfäste det, kunde Laurentius Petri verka för dess tillämpning i praktiken. Under några år upptogs hans intresse i hög grad av den konfessionella polemiken mot Dionysius Beurraeus och kalvinismen, som han bekämpade i en rad skrifter, bland annat Om någor stycker wårs Herras Jesu Christi nattward anrörandes, där den nya tysk-lutherska ortodoxien tydligt framträder och den svenska kyrkan för första gången uttryckligen betecknas som luthersk. Laurentius Petris verksamhet och intresse omfattade i övrigt alla det kyrkliga livets yttringar, med själavården som det centrala. Han ombesörjde nya upplagor av de kyrkliga böckerna (psalmboken 1567 med tillägg 1572 och den första katekesutgåvan 1567) och arbetade bland annat för kyrkomusikens höjande.
I tidens politiska konflikter visade han sin anpassning till den världsliga makten. Han dömde 1563 hertig Johan och var i det längsta lojal mot Erik XIV, men anslöt sig 1568 till hertigarna och dömde senare den forne kungen inte bara förlustig kronan utan även till döden. Sjuk och ålderstigen fick han se sitt livsverk krönt med seger, då den av Laurentius Petri själv utarbetade 1571 års kyrkoordning antogs på ett kyrkomöte i Uppsala 1572.
Laurentius Petri var gift med Elisabeth Didriksdotter, dotter till Didrik myntmästare och Birgitta Kristiernsdotter (Vasa). Han blev förlovad med henne av kung Gustav Vasa efter att han hade officierat vid dennes bröllop år 1531 Två av hans döttrar blev gifta med hans närmaste efterträdare som ärkebiskopar: Margareta var i tur och ordning gift med hans två efterträdare, och Magdalena med Abraham Angermannus Hans hustru och döttrar blev därmed Sveriges första biskopinnor.

## Eftermäle
I boken Kristi kyrka hyllar Bo Giertz Laurentius Petris gärning och skriver: Ingen enskild person har betytt så mycket för vår kyrka som han...vår sannskyldige svenske kyrkofader.

## Psalmer
- Min själ skall lova Herran, översättning 1567.
- Välsignat vare Jesu namn, skriven 1567.
- Desse äro de tio bud, översättning (1695 nr 1).
- Gudh Fader wilje wij prisa i Göteborgspsalmboken 1650.
- Om en rijk man här siungom wij